# Rho Aquilae
Rho Aquilae (ρ Aql / ρ Aquilae) è una stella bianca nella sequenza principale di magnitudine 4,95 situata nella costellazione del Delfino. Questo perché la Rho Aquilae è una stella migrante, che è entrata nei confini del Delfino nel 1992. Come gran parte delle stelle, la Rho Aquilae ha un moto proprio misurabile che la sta portando verso nord e verso ovest. La componente verso nord della velocità è di soli 0",06 per anno, ma è stata sufficiente a spostarla oltre il confine della costellazione dell'Aquila. Quindi ora si trova nel Delfino, a 154 anni luce dal sistema solare.

## Osservazione
Si tratta di una stella situata nell'emisfero celeste boreale; grazie alla sua posizione non fortemente boreale, può essere osservata dalla gran parte delle regioni della Terra, sebbene gli osservatori dell'emisfero nord siano più avvantaggiati. Nei pressi del circolo polare artico appare circumpolare, mentre resta sempre invisibile solo in prossimità dell'Antartide. La sua magnitudine pari a 5 fa sì che possa essere scorta solo con un cielo sufficientemente libero dagli effetti dell'inquinamento luminoso.
Il periodo migliore per la sua osservazione nel cielo serale ricade nei mesi compresi fra fine giugno e novembre; da entrambi gli emisferi il periodo di visibilità rimane indicativamente lo stesso, grazie alla posizione della stella non lontana dall'equatore celeste.

## Caratteristiche fisiche
La stella è una bianca nella sequenza principale; possiede una magnitudine assoluta di 1,59 e la sua velocità radiale negativa indica che la stella si sta avvicinando al sistema solare.